# Lithacodia sirbena
Lithacodia sirbena là một loài bướm đêm trong họ Noctuidae.